# Marquez Stevenson
Marquez Stevenson (Shreveport, 26 marzo 1998) è un giocatore di football americano statunitense che milita nel ruolo di wide receiver per i Buffalo Bills della National Football League (NFL).

## Carriera

### Buffalo Bills
Stevenson al college giocò a football all'Università di Houston. Fu scelto nel corso del sesto giro (203º assoluto) nel Draft NFL 2021 dai Buffalo Bills. Fu inserito in lista infortunati il 1º settembre 2021 e tornò nel roster attivo il 25 novembre. Nella sua stagione da rookie disputò 5 partite, nessuna delle quali come titolare, con 297 yard su ritorno.